# Chionaema karenkonis
Chionaema karenkonis är en fjärilsart som beskrevs av Matsumura 1930. Chionaema karenkonis ingår i släktet Chionaema och familjen björnspinnare. Inga underarter finns listade i Catalogue of Life.